# Aben Ezra

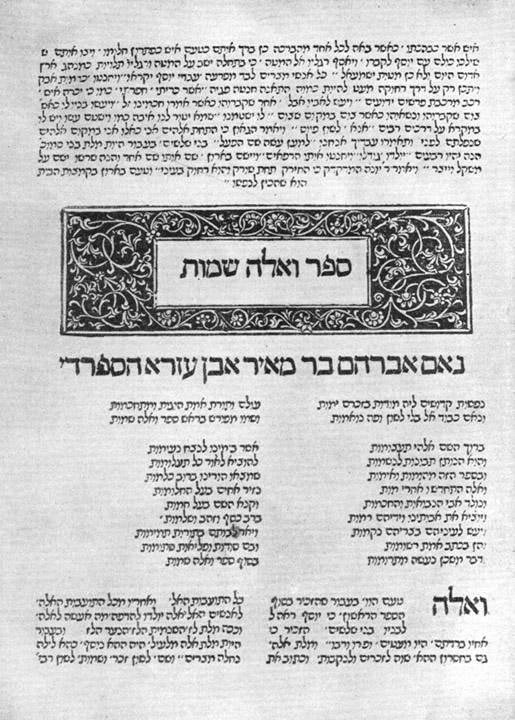
Księga Wyjścia z komentarzem Aben Ezry (Neapol 1488)

Aben Ezra, Abraham ben Meir ibn Ezra, hebr. אברהם אבן עזרא lub ראב"ע, znany także jako Abenezra oraz Ibn Ezra (ur. ok. 1092 w Tudeli, zm. 23 stycznia 1167) – żydowski uczony i poeta piszący po hebrajsku. Zajmował się matematyką, astrologią, filozofią i językiem hebrajskim.

## Życiorys
Aben Ezra urodził się prawdopodobnie w 1093 w Tudeli, która znajdowała się wtedy na północnych rubieżach muzułmańskiej Hiszpanii, przynależąc do emiratu Saragossy (obecnie w hiszpańskiej prowincji Nawarra). Ożenił się w młodym wieku – według przekazu tradycji, z córką innego ważnego uczonego żydowskiego, którym był Juda Ha-Lewi. Miał syna Icchaka, który razem z Ha Lewim podróżował na Bliski Wschód i do Palestyny, a który podczas jednej z podróży pozostał w Bagdadzie, przechodząc na islam; już nigdy nie spotkał się z ojcem – kilka lat później zmarł z powodu choroby. Wydarzenie to wstrząsnęło Aben Ezrą, który opisał je w poemacie, w którym opłakiwał śmierć syna i los ojca pozbawionego podpory na starość.
Jak wielu hiszpańskich Żydów Aben Ezra opuścił swoje rodzinne miasto w wyniku antyżydowskich wystąpień związanych z najazdem Almohadów. Żył w ubóstwie i często podróżował, przynajmniej raz odwiedzając Afrykę Północną, prawdopodobnie także Egipt i Palestynę, być może również rejony położone dalej na wschód. Ostatecznie jednak opuścił Hiszpanię w roku 1140. Większość jego pism powstała właśnie w okresie wędrówek. Znane są imiona jego niektórych przyjaciół, uczniów, opiekunów, korespondentów i rywali z tego okresu; dość dobrze znane są także jego relacje z Judą Halewim – bardzo istotne dla historii średniowiecznej filozofii żydowskiej.
Od momentu opuszczenia Hiszpanii przez trzydzieści lat nieustannie podróżował, odwiedzając początkowo Egipt, Palestynę, a nawet Irak, następnie znaczną część Europy, m.in. Rzym, Londyn, Narbonę, Mantuę, Weronę, Lukkę, Rodez, Rouen i Béziers. Nigdzie nie osiadł na dłużej. Utrzymywał się przeważnie z astrologii. Wspólnoty żydowskie Europy Zachodniej miały utrudniony dostęp do nauki świata muzułmańskiego, a ich znajomość gramatyki hebrajskiej była ograniczona, witały więc Aben Ezrę z entuzjazmem.
Jego pierwszym miejscem pobytu w Europie był Rzym, gdzie społeczność żydowska pod rządami papieskimi cieszyła się dobrobytem i bezpieczeństwem. Następnie podróżował po miastach północnych Włoch i południowej Francji – w Lukce w 1146 lub w Béziers ok. 1147 rozpoczął pisanie większości swoich najważniejszych traktatów astrologicznych, które ukończył w czasie dalszych wędrówek.
W wieku 64 lat, kiedy przebywał w prowansalskim mieście Rodos (prawdopodobnie Rhodez), ciężko zachorował. Wyzdrowiał dzięki wsparciu opiekuna Mosze Bar Meira. Po powrocie do zdrowia natychmiast zabrał się do ponownej redakcji i znacznego poszerzenia swoich komentarzy do Pisma Świętego.
W wieku 70 lat udał się do Londynu, gdzie przebywał w latach 1158-1160. Także tu, dobrze przyjęty przez miejscową społeczność żydowską, pisał swoje dzieła, m.in. przekład na hebrajski Muhammada al-Mataniego.
Zmarł w wieku 75 lat, w Rzymie, w Hiszpanii lub w Anglii.

## Dzieło
Filozofii poświęcił dzieło Jesod Mora. Napisał wiele pism językoznawczych, poświęconych przede wszystkim gramatyce hebrajskiej, należą do nich Mosenajim, Zachot, Jassot, Diqduq i Sefer-ha Szem. Był także egzegetą Pisma Świętego – uznawał w egzegezie jedynie literalną interpretację tekstu; najwybitniejsze komentarze jego autorstwa to opracowania Księgi Izajasza, Pięcioksięgu i ksiąg historycznych. Komentarze te zdobyły duże uznanie, zostały też przetłumaczone na języki niemiecki i łaciński. Aben Ezra należy do najważniejszych średniowiecznych poetów hebrajskich. Jego twórczość reprezentuje różnorodne gatunki poetyckie. Oto niektóre z jego zbiorów poetyckich: Diwan, Szaar ha-Szir, Iggeret ha Szabbat.
Żydzi w krajach arabskich pisali zazwyczaj i po hebrajsku, i po arabsku (w języku używanym na co dzień). Aben Ezra natomiast, zwyczajem Żydów krajów chrześcijańskich, pisał wyłącznie po hebrajsku – nawet jego poezja nie zdradza większych wpływów stylistyki arabskiej.
Jego pisma naukowe, zazwyczaj zwięzłe, cieszyły się ogromną popularnością. Większość traktatów astrologicznych dotrwała do naszych czasów w kilku wersjach, a manuskrypty są liczne. Pisma naukowe Aben Ezry obejmują bardzo różnorodną tematykę – astrologię i astronomię, matematykę, spekulacje religijne, językoznawstwo i gramatykę, komentarze biblijne. Nieliczne natomiast są współczesne edycje krytyczne jego pism.
Jego imieniem nazwano krater księżycowy Abenezra.